# Юлдашев, Марат Владимирович
Марат Владимирович Юлдашев (род. 29 марта 1989, Уфа, РСФСР, СССР) — российский математик, кибернетик: PhD (2013), доктор физико-математических наук (2017), профессор кафедры прикладной кибернетики математико-механического факультета Санкт-Петербургского государственного университета. Автор нескольких патентов.

## Биография
Марат Владимирович Юлдашев родился 29 марта 1989 года в Уфе (РСФСР, СССР).
В 2006 году поступил и в 2011 году окончил математико-механический факультет Санкт-Петербургского государственного университета.
В 2013 году защитил диссертацию на соискание учёной степени кандидата физико-математических наук.
В 2013 году получил учёную степень PhD СПбГУ по математике. Тема диссертации — «Нелинейные математические модели схем Костаса».
В 2017 защитил диссертацию  на соискание учёной степени доктора физико-математических наук.
Автор, соавтор нескольких патентов.
Брат-близнец — Ренат Юлдашев.

## Сфера научных интересов
Генераторы частот в компьютерных архитектурах, математические модели спутниковой навигации и связи.

## Перечни научных трудов
- Труды Архивная копия от 4 сентября 2021 на Wayback Machine в Академия Google
- Труды в Scopus[8]